# Крест в Градаце
«Крест в Градаце» – артефакт на горе Голия, богатой культовыми религиозными православными памятниками, в основном эпохи Неманичи. 
Этот артефакту мог обозначать болгаро-византийскую конфессиональную границу к востоку от средневековых сербских земель с надгробиями стечаков.
Крест находится на пастбище Драгутина Чурчича недалеко от села Градац.